# Caerulea coelestis
Caerulea coelestis is een vlinder uit de familie van de Lycaenidae. De soort is voor het eerst wetenschappelijk beschreven door Sergej Nikolajevitsj Alferaki in een publicatie uit 1897.
De soort komt voor in China en Thailand.